# Heinrich von Hückeswagen
Heinrich von Hückeswagen (erstmals erwähnt 1176; † 1205) war Graf von Hückeswagen.
Teile der Amtszeit des Grafen Heinrich von Hückeswagen waren davon geprägt, sich dem Zugriff der Grafen von Berg zu entziehen. So versuchten die Grafen von Berg, die Hückeswagener durch Belehnung in Abhängigkeit zu bringen. Dies zeigen Urkunden aus dem Jahr 1189. Heinrich von Hückeswagen gelang es aber von den Bergern unabhängig zu bleiben, indem er eine weitere Lehensverpflichtung gegenüber den Erzbischofs von Köln (Philipp von Heinsberg) einging. Folge der Anbindung an Köln war das fortan häufigere Auftauchen in Urkunden des Erzbischofs, wo er als Zeuge auftritt. Graf Heinrich unterstützt König Otto IV. in einem Thronfolgestreit des deutschen Kaiserreiches, bei der Krönung im August 1198 ist der Graf aus Hückeswagen anwesend.